# Smiley Skeleton
「Smiley Skeleton」（スマイリー・スケルトン）は、日本のバンドPIERROTの、メジャーで発売された15枚目のシングル。

## 概要
アルバム『ID ATTACK』から顕著になり始めたラウドロック的要素を前面に押し出したヘヴィなナンバーでありながら、サビは今までのどのシングルよりもキャッチーである。また、久々にギターシンセが効果的に使われ、雅楽的な味付けが施されている。キャッチコピーは「微笑の裏側に潜む確信…さまよえる亡国の若者達へ。2004年PIERROTの最新兵器！」。
「Smiley Skeleton」の歌詞の内容に問題があるとして、ラジオで流されなくなったりしたとキリトは述べた。

## 収録曲
1. Smiley Skeleton
(作詞：キリト／作曲：アイジ／編曲：PIERROT・亀田誠治)
2. パラノイア
(作詞：キリト／作曲：アイジ／編曲：PIERROT)
3. EASTER
(作詞：キリト／作曲：潤／編曲：PIERROT・亀田誠治)